# Iskandar de Johor
El sultán Mahmud Iskandar Al-Haj ibni Ismail Al-Khalidi (8 de abril de 1932 – 22 de enero de 2010) fue el octavo Yang di-Pertuan Agong (muy similar a un Rey) de Malasia, desde el 26 de abril de 1984 al 25 de abril de 1989. Además, sucedió a su padre, el sultán Ismail de Johor, para convertirse en el 24.º Sultán de Johor tras el deceso del primero, en 1981.
| Predecesor: Ahmad de Pahang        | Yang di-Pertuan Agong (Rey de Malasia) 1984 - 1989 | Sucesor: Azlan de Perak                 |
| Predecesor: Sultán Ismail de Johor | Sultán de Johor 1981 - 2010                        | Sucesor: Sultán Ibrahim Ismail de Johor |